# Marie Lloyd

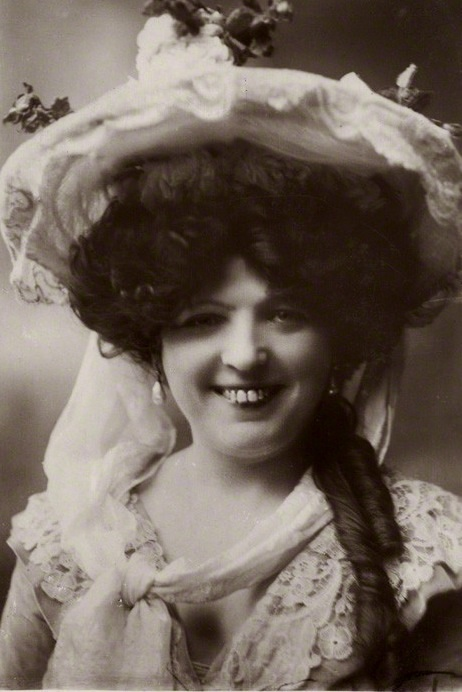
Marie Lloyd

Marie Lloyd (născută sub numele de Matilda Alice Victoria Wood)(n. 12 februarie 1870 – d. 7 octombrie 1922) a fost o cântăreață engleză de music-hall, actriță de comedie și de teatru la sfârșitul secolului al XIX-lea și începutul secolului al XX-lea. A fost recunoscută pentru prestația excepțională a cântecelor "The Boy I Love is Up in the Gallery", "My Old Man (Said Follow the Van)" și "Oh Mr Porter What Shall I Do". A primit atât critici cât și aprecieri pentru obiceiul ei de a folosi aluzia și expresia echivocă în timpul concertelor sale și s-a bucurat de o carieră lungă și prosperă, de-a lungul căreia a fost numită “Regina muzicii de cameră”.

## Biografie
Născută în Londra, ea a fost prezentată de către tatăl său la Hanul Eagle din Hoxton. În 1884, și-a făcut debutul profesional ca Bella Delmere, înainte să-și schimbe numele de scenă în Marie Lloyd, în anul următor. În 1885, a avut mare succes cu propria piesă "The Boy I Love is Up in the Gallery", și adeseori reușea să aducă mai multă lume decât biletele care erau puse în vânzare, la prestigiosul teatru West End din Londra. În 1891, a fost recrutată de impresarul Augustus Harris ca să facă parte din spectacularul Teatru Royal și să joace de Crăciun în pantomima Humpty Dumpty la Drury Lane. A jucat în alte două producții ale teatrului între care Little Bo Peep (1892) și Robinson Crusoe (1893). Pe la mijlocul anilor 1890 Lloyd a avut adeseori neînțelegeri cu cenzorii teatrului din cauza conținutului cântecelor ei.
Între 1894 și 1900, a devenit un succes internațional când a făcut înconjorul Franței, Americii, Australiei și Belgiei cu actul ei solo de muzică de cameră. În 1907, ea a ajutat alți interpreți în timpul războiului împotriva muzicii de cameră și a luat parte la demonstrațiile din afara teatrelor, protestând pentru un salariu mai bun și condiții adecvate interpreților. De-a lungul primului Război Mondial, alături de mulți alți artiști de muzică de cameră, ea a susținut recrutarea în forțele armate pentru a contribui la efortul războiului și pentru a ridica moralul celor din spitale și instituții industriale prin vizitarea acestora. În 1915, ea a interpretat singurul său cântec de război "Now You've Got your Khaki On", care a devenit unul dintre cântecele favorite ale trupelor din prima linie.
Lloyd a avut o viață privată tulburată și adeseori a fost subiectul principal al presei: a fost căsătorită de trei ori, a divorțat de două ori și de multe ori depunea mărturie împotriva a doi dintre soții ei, pe care îi acuza că ar fi abuzat-o fizic. Mai târziu, era încă căutată în sălile de muzică și a avut parte de un succes îndepărtat în 1919 cu renumita performanță "My Old Man (Said Follow the Van)", care a câștigat o audiență lărgită. Ascunsă de ochii lumii, a suferit o criză de tuse și a devenit dependentă de alcool, lucruri care i-au impus restricții în cariera anilor 1920. În 1922, a avut ultima prestație pe scena teatrului Alhambra din Londra, de-a lungul căreia s-a îmbolnăvit și mai grav. A murit după câteva zile, la vârsta de 52 de ani.